# Cordia glazioviana
Cordia glazioviana är en strävbladig växtart som först beskrevs av Paul Hermann Wilhelm Taubert, och fick sitt nu gällande namn av Gottschling och J.S.Mill.. Cordia glazioviana ingår i släktet Cordia, och familjen strävbladiga växter. Inga underarter finns listade i Catalogue of Life.